# 1752 van Herk
1752 van Herk је астероид главног астероидног појаса чија средња удаљеност од Сунца износи 2,238 астрономских јединица (АЈ).
Апсолутна магнитуда астероида је 13,2.